# Gary Hamilton (cestista)
Gary James Hamilton (Los Angeles, 7 agosto 1984) è un cestista statunitense, professionista nella NBDL, in Europa e in Asia.